# Aldo Vendemiati
Aldo Vendemiati (* 24. Januar 1961 in Campobasso) ist ein italienischer Philosoph.

## Leben
Seine akademische Ausbildung erfolgte an der Pontificia Università Gregoriana, der Universität Tor Vergata, der Pontificia Accademia Alfonsiana, der Lateranuniversität und der Pontificia Università della Santa Croce. Er promovierte in Philosophie und Moraltheologie. Seit 1995 ist er Dozent an der Päpstlichen Universität Urbaniana und war von September 2007 bis August 2010 Dekan der Philosophischen Fakultät. Er ist Ordinarius für Moralphilosophie an der Pontificia Università Urbaniana.

## Schriften (Auswahl)
- La legge naturale nella Summa Theologiae di San Tommaso d’Aquino. Roma 1995, ISBN 88-396-0586-X.
- In prima persona. Lineamenti di etica generale. Roma 2004, ISBN 8840137998.
- Universalismo e relativismo nell’etica contemporanea. Genova 2007, ISBN 8821185699.
- San Tommaso e la legge naturale. Città del Vaticano 2011, ISBN 978-88-401-4038-4.